# Дженнингс, Эл

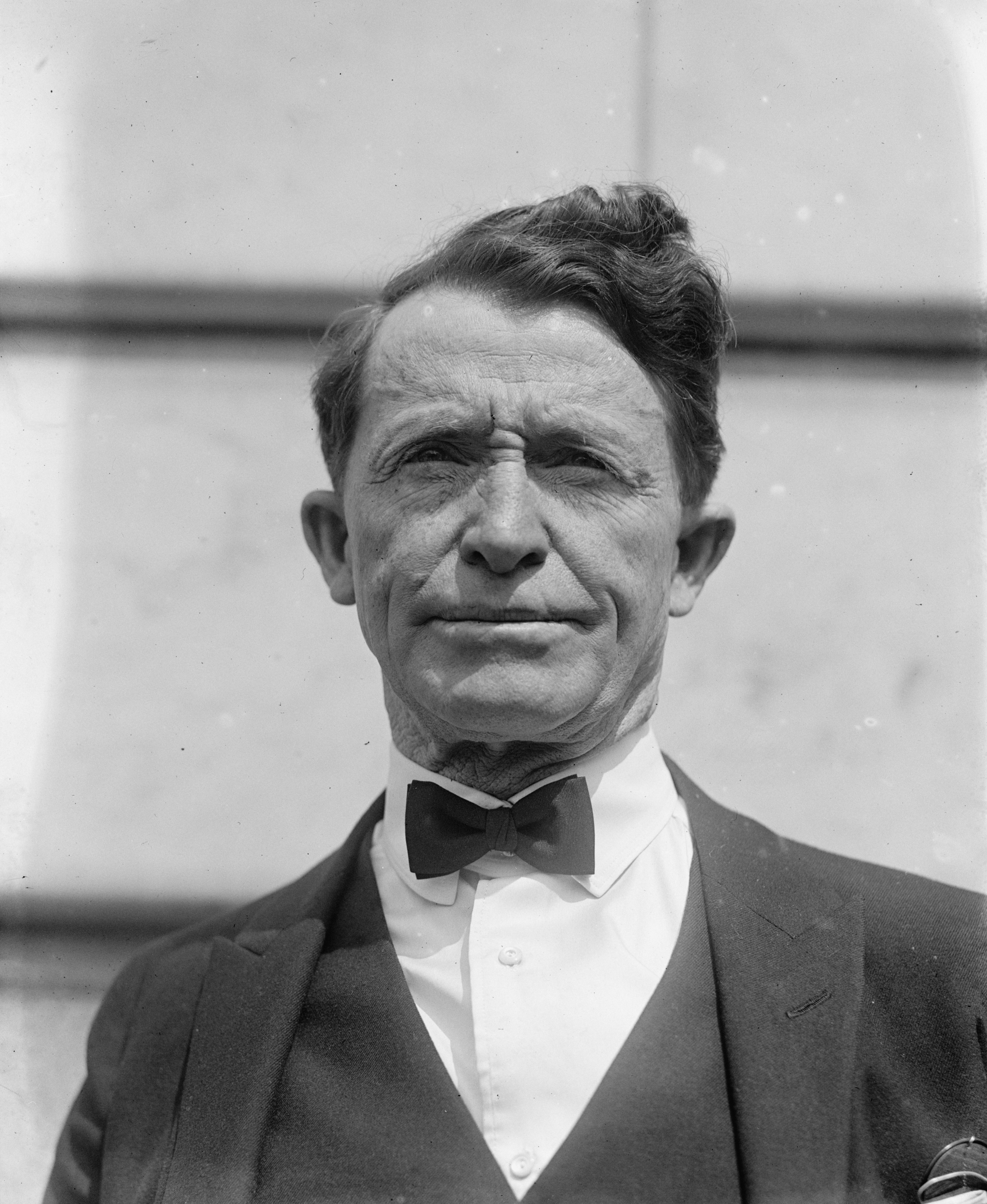
Дженнингс в 1924 году

Альфонсо Дж. "Эл" Дженнингс (англ. Alphonso J. "Al" Jennings; 25 ноября 1863 — 26 декабря 1961) — американский адвокат и киноактёр, был поверенным в штате Оклахома, одно время грабителем поездов. Позже он стал звездой немого кино.
Был другом О. Генри с которым познакомился когда он прятался в Гондурасе в Центральной Америке, с которым у Соединённых Штатов в то время не было договора о выдаче. Печально известный грабитель поездов, который позже написал книгу о своей дружбе с О. Генри.

## Книги
- Beating Back — 1913
- Сквозь тьму с О. Генри (англ. Through the Shadows With O. Henry) — 1921

## Фильмография
- Beating Back (1914)
- en:Captain of the Gray Horse Troop (1917)
- Vengeance — and the Woman (1917)
- en:The Lady of the Dugout (1918)
- The Fugitive’s life(1919)
- Fighting Fury (1924)
- The Demon (1926)
- Loco Luck (1927)
- en:The Land of Missing Men (1930)
- en:Song of the Gringo (1936)